# Monte de la Soledad

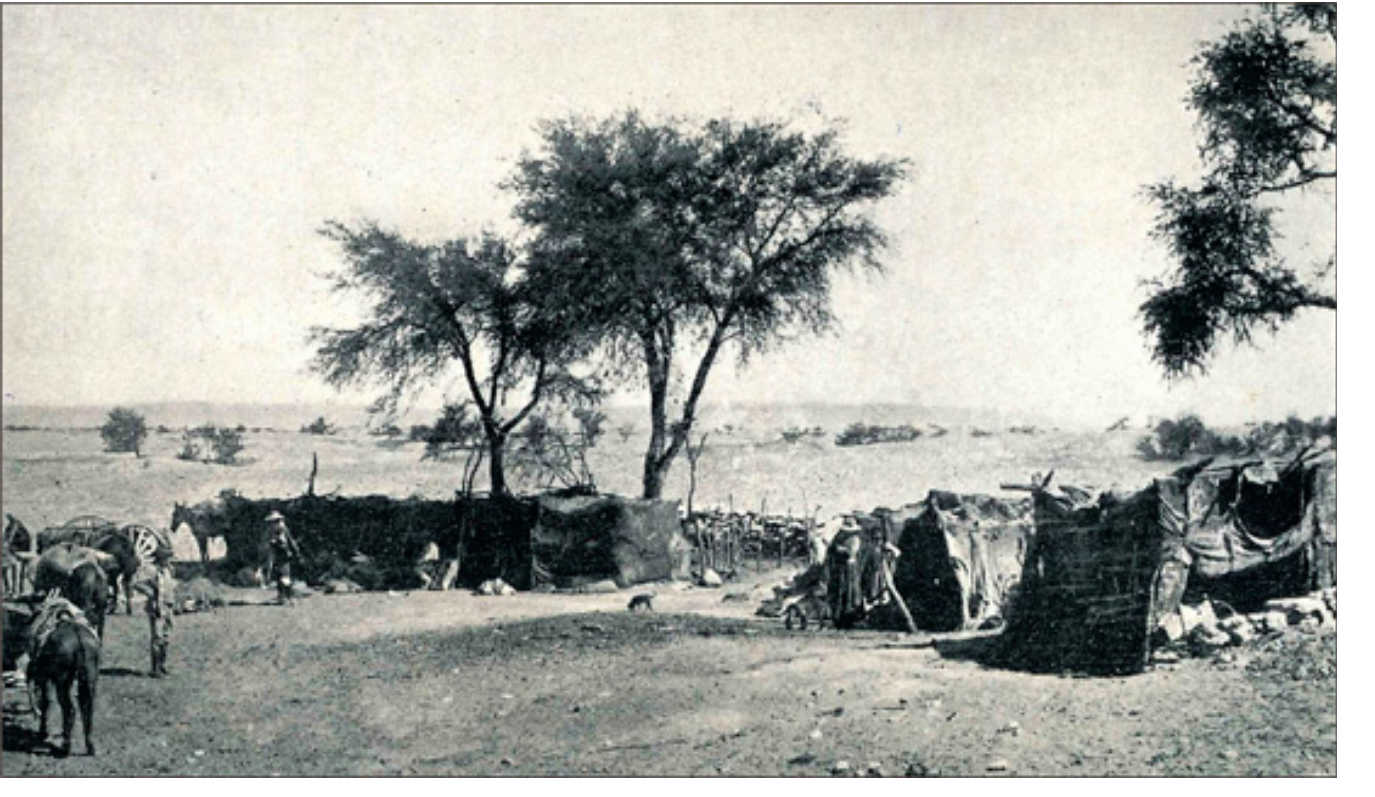
Rancho en Monte de la Soledad del Salar Llamara.

El monte de la Soledad es un habitat de importancia y especiales características ubicado en el Salar de Llamara, en la Región de Antofagasta.

## Ubicación
A principios del siglo XX poseía cerca de 5000 hectáreas con bosques, arbustos y manantiales.

## Historia
Luis Risopatrón describe sus características en el Diccionario Jeográfico de Chile de 1924:: 849 
Soledad (Monte de la) 21° 12' 69° 40' Tenia 6500 a 7000 hectáreas de superficie primitivamente i quedó reducido después a 4500 o 5000 ha, de terrenos bajos, con vejetacion menuda, arbustos, manchas de tamarugos, manantiales de agua salitrada i pozos que suministran alguna, agua regularmente potable i se encuentra en la parte N del salar de Llamara, rodeado de vastos sequedales. 62, ii, p. 380 i 381; 96, p. 132; i 156; pozos en 155, p. 767; terreno salitrero en 77. p. 93; salitrera en 68, p. 2'10; i caserío en 164-, vii, p. 983.